# Helios Seelinger
Helios Aristides Seelinger (Rio de Janeiro, 1878 — Rio de Janeiro, 1965) foi um pintor, desenhista e caricaturista brasileiro. Pelo lado paterno, era descendente de alemães que teriam se estabelecido no Brasil na década de 1860.
Entre 1891 e 1896, estudou na Escola Nacional de Belas Artes, no Rio de Janeiro, e no ateliê de Henrique Bernardelli e Rodolfo Bernardelli. Suas obras apresentavam, sobretudo, influências simbolistas, com a predominância de formas bidimensionais e ausência de perspectiva. Teve presença assídua e destacada nas Exposições Gerais de Belas Artes, mostras anuais permanentes de obras de arte, implantadas em 1840 pela Academia Imperial de Belas Artes (AIBA), no Rio de Janeiro.
Em 1897, viajou para Munique, na Alemanha, onde freqüentou a Academia Azbe e onde foi aluno do pintor Franz von Stuck. Retornou ao Rio de Janeiro em 1901 e, dois anos, depois recebeu o Prêmio Viagem ao Exterior, concedido pela Exposição Geral de Belas Artes. Viajou então para Paris, onde estudou com Jean-Paul Laurens e, posteriormente, para Munique, reingressando no ateliê de Stuck.
De volta ao Brasil, fixou-se no Rio de Janeiro, e trabalhou como funcionário do Museu Nacional de Belas Artes - MNBA, na qualidade de "pintor artístico". Atuou como colaborador nos periódicos O Malho, Eu Sei Tudo, Careta, Leitura Para Todos, D. Xicote e Fon-Fon. Foi membro fundador da Sociedade Brasileira de Belas Artes (antiga Juventas), da Casa dos Artistas e da Sociedade dos Artistas Nacionais.

## Formação artística
Helios Seelinger iniciou os estudos no Brasil ainda no início da década de 1890, com cerca de 13 anos de idade. Documentos presentes no acervo do Museu Dom João VI, da EBA/UFRJ, comprovam sua passagem pela Escola Nacional de Belas Artes, como avaliações datadas de 1891 e anotações onde o nome do artista aparece como o primeiro na lista de alunos matriculados, “dignos de louvor”, da Aula de Desenho Figurado, evidenciando seu bom aproveitamento. Em paralelo aos estudos na ENBA, Seelinger frequentava o ateliê que os irmãos Bernadelli mantinham na Rua da Relação, no Rio de Janeiro. Henrique Bernadelli e Rodolfo Bernadelli perceberam então o talento do pintor e a sua facilidade para absorver os fundamentos acadêmicos do desenho e da pintura.
A oportunidade de ir à Europa surgiu quando o pintor José Fiúza Guimarães ganhou, em 1895, o Prêmio de Viagem à Europa oferecido pela ENBA aos seus alunos regularmente inscritos. O pintor foi designado como pensionista para a cidade alemã de Munique, a fim de complementar seus estudos, e levou Seelinger consigo. Helios Seelinger partiu rumo à Munique em 1896. Na viagem, entrou em contato com a obra de um do principais professores da Academia de Munique, o pintor, artista gráfico e escultor Franz von Stuck, um dos fundadores da Sezession de Munique.
Seelinger incorporou aspectos da estética de Stuck, sobretudo as tendências simbolistas, a sua própria e seus trabalhos logo ganharam um cunho alegórico, povoando-se de figuras do folclore alemão e da mitologia helênica, como faunos, centauros, ondinas e bacantes. As influências brasileiras logo se fizeram presentes na obra de Seelinger, que se aproximava do espírito panteísta que tinha desenvolvido com Stuck. Seus quadros passaram a representar lendas indígenas brasileiras e manifestações culturais típicas, como o carnaval e a macumba.
A experiência e formação artística adquirida por Helios Seelinger na Europa foi diferente da que era usual entre os mais conhecidos artistas brasileiros surgidos na 1ª República. Sua formação se deu, sucessivamente, em dois polos artísticos distintos (Munique e Paris), sendo que a passagem pela Alemanha foi a mais impactante em suas obras e decisiva para a configuração de seu estilo.
No início do século XX, Helios Seelinger regressa ao Brasil e, depois de vencer o Prêmio de Viagem na Exposição Geral de 1903, retornou para a Europa como bolsista do Estado brasileiro. Durante a viagem, passou a frequentar o meio artístico de várias cidades, principalmente na já conhecida Munique.

## Características das obras
Em seus quadros, o "fundo místico", como o próprio Helios Seelinger classificava, passou a ser uma de suas principais características. Suas telas apresentavam uma execução franca, com contornos simplificados e a predominância de contrastes bruscos de claro-escuro. De um modo geral, o trabalho de Seelinger e de outros artistas de Munique refletiam as tonalidades sombrias dos mestres seiscentistas holandeses e espanhóis.
Em várias obras, nota-se também a influência do art nouveau. Em diversos outros trabalhos, que podem ser caracterizados como séries, o artista explora um mesmo repertório de motivos: caravelas, lagos, luares e ciprestes.

## Críticas
Para M. Nogueira da Silva, "a extravagância de forma e conceito o colocou em um lugar distinto e único entre os seus contemporâneos. Hélios Seelinger é o paradoxo vivo, incontentado, insofrido pela última maneira, a maneira rara, a maneira inédita. Fugiu do mundo, criando para a sua arte um outro mundo, que povoou de monstros, de animais fantásticos, de deuses terríveis, ressuscitando Salomés, Cleopatras, faunos, tritões sedentos de vingança, ninfas e figuras delicadas e brancas de um sonho feito de fantasias".
O crítico Gonzaga Duque definiu a obra de Seelinger como "uma impulsiva tendência para a arte decorativa". [...] "uma desenvoltura macabra de contorções grotescas como numa epilepsia de prazeres". Segundo Duque, o artista "atinge à generalidades sociais, resume filosofias aplicadas de legendas que prescindem da frase escrita".
Na obra "Artes plásticas: seu mercado, seus leilões", o crítico Júlio Louzada traça um panorama sobre a obra de Helios Seelinger. "Em 1951, a crítica especializada dizia ser Seelinger ´o único pintor simbolista que possuímos (...) e tem-nos dado interpretações de temas abstratos em alegorias como A AMBIÇÃO e A ÉPOCA DA MÁQUINA. Vezes há em que Hélios procura uma escala cromática mais quente. É quando focaliza aspectos de macumba ou de carnaval. O colorido na primeira é sombrio como a alma dos que ali se acham entregues a um culto semi-religioso. Ocupando uma posição muito particular entre os pintores brasileiros tanto pelo tratamento técnico original e livre como pela temática às vezes oriunda das fontes populares, Seelinger aborda o mitológico e o histórico, como no tríptico Minha Terra, onde o documentário é completado por arabescos e cores caprichosamente matizadas. No grande painel executado para a sede do Clube Naval no Rio de Janeiro, vemos caravelas e ondas ´bordadas de espuma batida pelo vento, envolvendo figuras mitológicas que se completam com amontoadas nuvens folierômicas sob céu azul intenso. Outra tela histórica é a chegada do navio-escola Almirante Saldanha à baía da Guanabara, onde sereias e delfins vêm enriquecer a encenação marinhista".

## Exposições
Seelinger participou de exposições individuais e coletivas.

### Exposições individuais
- 1901 - Rio de Janeiro RJ - Individual, na Sede de O Malho
- 1908 - Rio de Janeiro RJ - Individual, no Museu Comercial do Rio de Janeiro
- 1924 - Porto Alegre RS - Individual, na Casa Jamardo
- 1935 - São Paulo SP - Individual, na Galeria Martim
- 1943 - Rio de Janeiro RJ - Exposição Comemorativa do Cinquentenário do Artista, no MNBA

### Exposições coletivas
- 1902 - Rio de Janeiro RJ - 9ª Exposição Geral de Belas Artes, na Enba - prêmio de viagem ao exterior
- 1903 - Rio de Janeiro RJ - 10ª Exposição Geral de Belas Artes, na Enba
- 1904 - Rio de Janeiro RJ - 11ª Exposição Geral de Belas Artes, na Enba
- 1912 - Rio de Janeiro RJ - 19ª Exposição Geral de Belas Artes, na Enba
- 1913 - Rio de Janeiro RJ - 20ª Exposição Geral de Belas Artes, na Enba
- 1914 - Rio de Janeiro RJ - 21ª Exposição Geral de Belas Artes, na Enba
- 1916 - Rio de Janeiro RJ - 23ª Exposição Geral de Belas Artes, na Enba
- 1917 - Rio de Janeiro RJ - 24ª Exposição Geral de Belas Artes, na Enba
- 1918 - Rio de Janeiro RJ - 25ª Exposição Geral de Belas Artes, na Enba
- 1919 - Rio de Janeiro RJ - 26ª Exposição Geral de Belas Artes, na Enba
- 1919 - Rio de Janeiro RJ - Exposição Carioca de Gravura e Água-Forte
- 1920 - Rio de Janeiro RJ - 27ª Exposição Geral de Belas Artes, na Enba
- 1921 - Rio de Janeiro RJ - 28ª Exposição Geral de Belas Artes, na Enba
- 1922 - Rio de Janeiro RJ - 29ª Exposição Geral de Belas Artes, na Enba
- 1923 - Rio de Janeiro RJ - 30ª Exposição Geral de Belas Artes, na Enba
- 1924 - Rio de Janeiro RJ - 31ª Exposição Geral de Belas Artes, na Enba
- 1926 - Rio de Janeiro RJ - 33ª Exposição Geral de Belas Artes, na Enba
- 1928 - São Paulo SP - Grupo Almeida Júnior, no Palácio das Arcadas
- 1929 - Rio de Janeiro RJ - 36ª Exposição Geral de Belas Artes, na Enba
- 1930 - Rio de Janeiro RJ - 37ª Exposição Geral de Belas Artes, na Enba
- 1931 - Rio de Janeiro RJ - Salão Revolucionário, na Enba
- 1933 - Rio de Janeiro RJ - 40ª Exposição Geral de Belas Artes, na Enba
- 1934 - Rio de Janeiro RJ - Salão do Núcleo Bernardelli, na Enba
- 1935 - São Paulo SP - 3º Salão Paulista de Belas Artes
- 1936 - São Paulo SP - 4º Salão Paulista de Belas Artes
- 1937 - São Paulo SP - Grupo Almeida Júnior, no Palácio das Arcadas
- 1937 - São Paulo SP - 5º Salão Paulista de Belas Artes
- 1939 - São Paulo SP - 6º Salão Paulista de Belas Artes
- 1940 - Porto Alegre RS - 2º Salão do Instituto de Belas Artes do Rio Grande do Sul
- 1940 - São Paulo SP - 7º Salão Paulista de Belas Artes, no Salão de Arte Almeida Júnior da Prefeitura Municipal
- 1942 - São Paulo SP - 8º Salão Paulista de Belas Artes, na Galeria Prestes Maia
- 1943 - São Paulo SP - 9º Salão Paulista de Belas Artes, na Galeria Prestes Maia
- 1944 - Rio de Janeiro RJ - 50º Salão Nacional de Belas Artes, no MNBA
- 1948 - Rio de Janeiro RJ - Salão dos Humoristas da Sociedade dos Artistas Nacionais
- 1949 - São Paulo SP - 15º Salão Paulista de Belas Artes, na Galeria Prestes Maia
- 1950 - Rio de Janeiro RJ - Um Século da Pintura Brasileira: 1850-1950, no MNBA
- 1951 - Rio de Janeiro RJ - 57º Salão Nacional de Belas Artes, no MNBA
- 1955 - Rio de Janeiro RJ - 4º Salão Nacional de Arte Moderna
- 1960 - Rio de Janeiro RJ - 9º Salão Nacional de Arte Moderna, no MAM/RJ

### Exposições póstumas
- 1974 - Rio de Janeiro RJ - Exposição da obra Os Três Endiabrados no Acervo  A Peça do Mês, no MNBA
- 1980 - Rio de Janeiro RJ - Individual, no Museu Histórico da Cidade (Parque da Gávea)
- 1981 - Rio de Janeiro RJ - Universo do Carnaval: imagens e reflexões, na Acervo Galeria de Arte
- 1984 - Fortaleza CE - 7º Salão Nacional de Artes Plásticas
- 1984 - Rio de Janeiro RJ - 7º Salão Nacional de Artes Plásticas, no MAM/RJ
- 1984 - Rio de Janeiro RJ - Doações Recentes 82-84, no MNBA
- 1984 - Rio de Janeiro RJ - Salão de 31, na Funarte
- 1986 - São Paulo SP - Dezenovevinte: uma virada no século, na Pinacoteca do Estado
- 1993 - Rio de Janeiro RJ - Brasil, 100 Anos de Arte Moderna, no MNBA
- 1993 - São Paulo SP - O Desenho Moderno no Brasil: Coleção Gilberto Chateaubriand, na Galeria de Arte do Sesi
- 1994 - Rio de Janeiro RJ - O Desenho Moderno no Brasil: Coleção Gilberto Chateubriand, no MAM/RJ
- 1994 - São Paulo SP - Bienal Brasil Século XX, na Fundação Bienal
- 1994 - São Paulo SP - Um Olhar Crítico sobre o Acervo do Século XIX, na Pinacoteca do Estado
- 1998 - Porto Alegre RS - Acervo: Instituto de Artes 90 Anos, na UFRGS. Instituto de Artes
- 2000 - Porto Alegre RS - De Frans Post a Eliseu Visconti: acervo Museu Nacional de Belas Artes, no Margs
- 2000 - Rio de Janeiro RJ - Quando o Brasil era Moderno: artes plásticas no Rio de Janeiro de 1905 a 1960, no Paço Imperial
- 2002 - Brasília DF - Barão do Rio Branco: sua obra e seu tempo, no Ministério das Relações Exteriores. Palácio do Itamaraty
- 2003 - São Paulo SP - Arte e Sociedade: uma relação polêmica, no Itaú Cultural